# Diego de Peñalosa Briceño
Pour les articles homonymes, voir Peñalosa, Briceño et Berdugo.
Diego Dionisio de Peñalosa Briceño y Berdugo (1624-1689) est un militaire espagnol qui fut nommé gouverneur du Nouveau-Mexique espagnol en 1660 à la suite de Bernardo López de Mendizábal. 
En conflit avec l'Église catholique, il est contraint à l'exil et se rend en Angleterre puis en France où il expose au roi Louis XIV des projets de conquête des colonies espagnoles.

## Biographie
Soldat et hidalgo, Diego de Peñalosa effectue sa carrière militaire en Nouvelle-Espagne où il bénéficie de la protection des vice-rois Francisco Fernández de la Cueva et Juan de Leyva de la Cerda. Ce dernier le nomme gouverneur du Nouveau-Mexique espagnol en 1660, fonction qu'il exercera jusqu'en 1664.
Il tombe en disgrâce sous le gouvernement du vice-roi Antonio Sebastián de Toledo lorsqu'il est condamné par l'Inquisition à un autodafé à Mexico. Mais en 1669 il parvient à fuir via les Canaries et se rend à Londres auprès de la Cour britannique. Même s'il transmet des informations secrètes aux Anglais en vue d'encourager la piraterie contre les colonies espagnoles du Nouveau-Monde, il échoue dans ses desseins et quitte Londres pour rejoindre Paris en 1673.
Se présentant devant la Cour de Louis XIV avec un faux titre de comte, il propose en 1682 à Jean-Baptiste Colbert un projet de colonisation de l'actuelle région de Pánuco. Les informations fournies par Peñalosa ont probablement permis à Cavelier de La Salle de descendre le cours du Mississippi. Mais l'échec de ce dernier à établir une colonie dans le golfe du Mexique frustra encore une fois les plans de Peñalosa qui opta pour partir en Espagne. La Couronne espagnole, connaissant ses trahisons, ordonna de l'arrêter ce qui obligea Peñalosa à revenir en France. Il y mourut dans l'oubli en 1689.